# Carl Otto Nordensvan
Carl Otto Nordensvan (født 7. april 1851 i Stockholm, død 30. marts 1924 sammesteds) var en svensk officer og forfatter, bror til Georg Nordensvan, far til Arthur Nordensvan. 
Nordensvan, der 1868 blev officer og 1911 udnævntes til generalmajor, har udøvet en omfattende virksomhed som krigsvidenskabelig forfatter. Blandt hans arbejder, der vidner om megen belæsthed og grundig sagkundskab, skal nævnes den sammen med W.E. von Krusenstjerna udarbejdede Handbok för svenska arméns befäl (2 dele, 1879—80; I, 6. oplag 1910, II, 4. oplag 1911), Fransk-tyska kriget 1870—71 (1895); "Finska kriget 1808—09" (1898); 1808. Synpunkter och betraktelser (1908); Karl XII (1918); Världskriget 1914-1918 (1922); August den starke (1923); På väg till Sveriges stormaktsvälde (1924). Han har desuden udgivet forskellige arbejder i taktiske og organisatoriske spørgsmål og skrevet en mængde artikler i Nordisk Familjebok og i tidsskrifter, navnlig i det af ham siden dets begyndelse 1911 redigerede "Svensk militär tidskrift".